# Christiane Desroches Noblecourt
Christiane Desroches Noblecourt (París, 1913 - Sézanne, 23 de juny de 2011) fou una egiptòloga francesa. Autora de nombroses obres sobre art i història de l'antic Egipte, va contribuir a la salvació dels temples nubis de la inundació causada per la construcció de la presa d'Assuan el 1960, i que van ser declarats Patrimoni de la Humanitat el 1979.

## Biografia
Christiane Desroches va néixer el 1913, a París. El descobriment de la tomba de Tutankhamon per Howard Carter el 1922 la va fascinar, i animada per Étienne Drioton es va unir al departament d'antiguitats egípcies del Louvre. Va ser la primera dona membre de l'Institut francès d'arqueologia oriental (IFAO), i també la primera a dirigir una excavació arqueològica, el 1938.
Durant la Segona Guerra Mundial es va unir a la resistència i va ocultar els tresors egipcis del Louvre en àrees lliures de França.

## Projecte presa d'Assuan

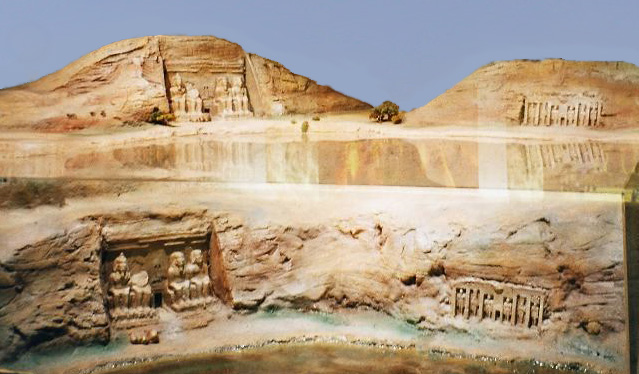
Maqueta que mostra les posicions relatives dels temples d'Abu Simbel, abans i després del seu trasllat: una làmina horitzontal, al centre de la foto, indica el nivell actual de l'aigua al llac Nasser. Museu de Núbia, Assuan.

La construcció de la presa va portar a la major realització de Noblecourt: la preservació dels antics temples nubis de la inundació causada per l'embassament. La primera presa, acabada el 1902 amb una capacitat de mil milions de m³, havia estat jutjada escassa i ampliada el 1912, i de nou el 1934. La capacitat assolida encara no podia cobrir les necessitats de la població cada vegada més gran d'Egipte, i el 1954 el govern de Gamal Abdel Nasser va decidir construir una presa nova amb una capacitat de 157.000.000.000 m³, amb 500 quilòmetres de llarg que s'estendrien per Sudan. El projecte es va descriure com a digne dels faraons.
Els monuments de Núbia, entre ells els temples d'Abu Simbel, haurien quedat submergits i perduts per sempre si el projecte s'hagués realitzat tal com estava previst. En paraules de l'escriptor Pierre Loti, que va visitar l'àrea poc després que la primera presa fos acabada:
| «             | La major part dels antics temples de Núbia seran subaquàtics ... Però els camps de cotó seran tan productius! | » |
| — Pierre Loti | |   |

La UNESCO va demanar a Noblecourt, que era llavors conservadora del departament d'antiguitats egípcies del Louvre, de crear un inventari de tots els llocs històrics amenaçats. Llavors va emprendre la tasca de trobar el finançament necessari per salvar-los.

### Campanya de salvació
el 8 de març de 1960, Noblecourt, en col·laboració amb el ministre egipci de Cultura Sarwat Okasha, va fer una súplica formal on sol·licitava ajuda internacional. No només més de catorze temples haurien de ser moguts, sinó que era urgent fer excavacions en llocs que aviat estarien sota molts metres d'aigua.
André Malraux, llavors ministre francès d'Afers culturals, va afegir la seva veu a la súplica:
| «               | El poder que va crear els monuments colossals està amenaçat avui ... ens parla una veu tan important com la dels arquitectes de Chartres, com la de Rembrandt... La seva súplica és històrica, no perquè proposi salvar els temples de Núbia, sinó perquè amb ella la civilització global demanda per primer cop i públicament l'art del món com la seva herència indivisible. Només hi ha una acció sobre la qual la indiferència de les estrelles i l'etern murmuri dels rius no tenen cap domini, és l'acte pel qual l'home arrabassa alguna cosa a la mort. | » |
| — André Malraux | |   |

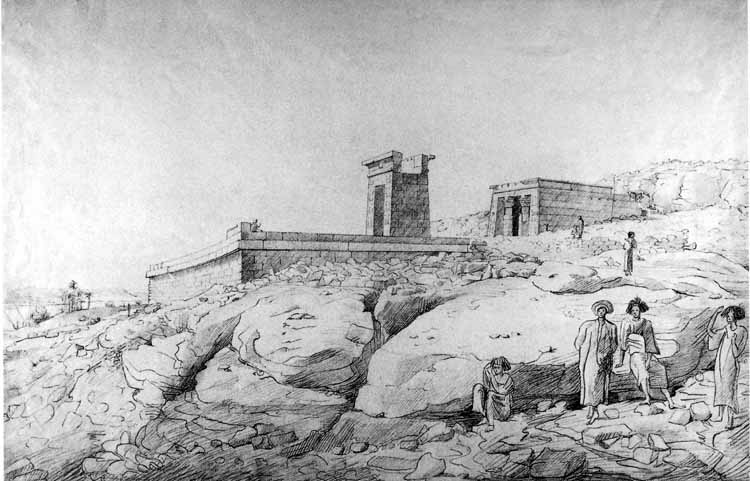
Dibuix del temple de Dendur en la seva localització original, realitzat per Henry Salt en 1819.

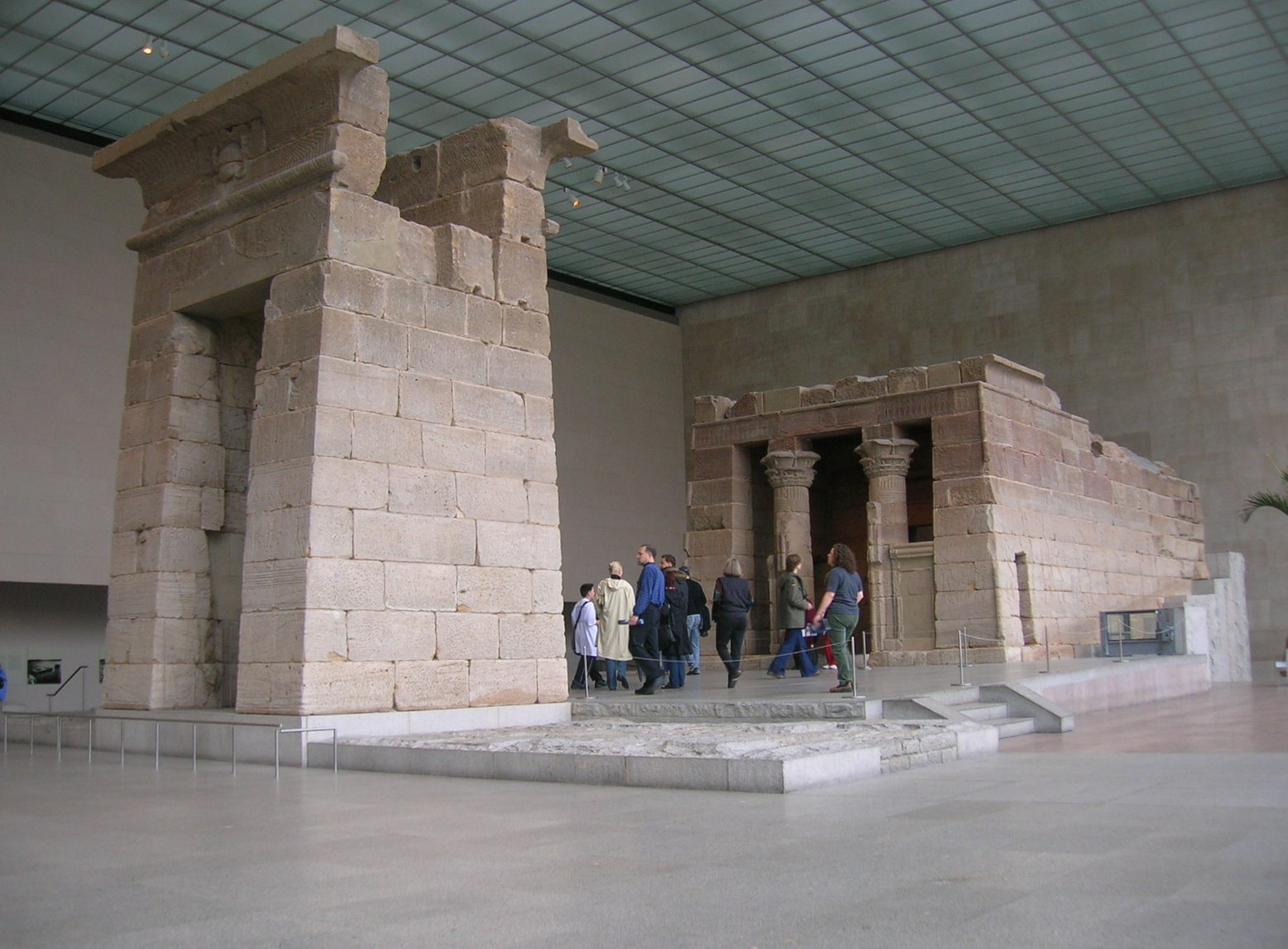
Temple de Dendur, al Museu Metropolità de Nova York.

En plena guerra freda, cinquanta països van aportar fons per salvar monuments ara considerats patrimoni de tota la humanitat. Files, Kalabsha, Wadi al-Sabua, Dakka, Derr, Debod i altres van ser traslladats, i els temples d'Abu Simbel reberen la majoria de l'atenció dels mitjans. El temple d'Amada era un cas difícil, a causa dels seus baixos relleus meravellosament pintats. Separar els seus blocs, com es va fer amb altres temples, no era possible, atès que les pintures no haurien sobreviscut. Veient que tots semblaven haver-se resignat a veure el temple sota les aigües del llac Nasser, Noblecourt va anunciar que França el salvaria. Va demanar a dos arquitectes que proposessin un mètode per moure el temple en una sola peça: li van suggerir posar-lo en carrils i transportar-lo hidràulicament a alguns quilòmetres de distància, a un lloc situat a uns 60 metres més alt.
Aquest ambiciós projecte requeria més fons; amb aquesta finalitat Noblecourt va sol·licitar una entrevista amb Charles de Gaulle, que no coneixia la promesa que ella havia fet en nom de la nació. Quan va ser informat, li va requerir: "senyora, com s'atreveix vostè a dir que França salvarà el temple sense l'autorització del meu govern?" Noblecourt va contestar: "general, com es va atrevir vostè a fer una crida per ràdio sense l'autorització de Pétain?" De Gaulle va convenir a fer honor a la promesa de Noblecourt.
El projecte de rescat, incloent el transport i la reconstrucció dels temples en els seus nous emplaçaments, va durar vint anys.

### Conseqüències
La protecció dels monuments nubis va tenir conseqüències inesperades. El primer lloc, una millora de les relacions franco-egípcies que havien estat tibants des de la crisi del canal de Suez el 1956. També va propiciar l'organització d'una exposició sobre Tutankhamon al Louvre el 1967, que va atreure un gran nombre de visitants, seguida per altres exhibicions sobre Ramsès II el 1976, i Amenofis III el 1993. Com a reconeixement a la contribució de França a la salvació dels temples, el govern de Anwar el-Sadat va donar al Louvre el bust d'Amenhotep IV, conegut habitualment com a Akhenaton.

## Escriptora
Com a escriptora, Noblecourt escriu amb un estil senzill i directe, i acosta la vida, costums i creences egípcies al lector, d'una forma amena, didàctica i divulgativa. Posseïdora d'un complet arxiu, les seves obres estan molt documentades. Pretén, segons les seves paraules, 
| «                                 | ... animar els lectors, sense estendre's en explicacions erudites ni fatigar-los amb paraules altisonants, a descobrir els fonaments sobre els quals es va construir la nostra civilització occidental. | » |
| — Christiane Desroches Noblecourt | |   |

## Reconeixements
- Gran Creu de l'Legió d'Honor (2008).
- Oficial de l'Orde Nacional del Mèrit.
- Medalla de la Resistència.
- Comendador de l'Ordre de Palmes académiques.
- Comendador de l'Ordre des Arts et des Lettres.
- Gran Oficial de l' Orde d'Alliberament egípcia.
- Medalla d'or del Centre Nacional de la Recerca Científica (CSCNRS) (1975).
- Gran Medalla de plata de la UNESCO.
- Medalla de coure de la ciutat de París.
- Gran Medalla d'Or de la Societat d'estímul al progrés.
- Medalla de plata de l'Acadèmia d'arquitectura.

## Publicacions
- Larousse. Le style égyptien, 1940. ;
- Amb K. Michalowski, Tell-Edfou 1939. Fouilles franco-polonaises, III, IFAO, El Caire, 1950 ;
- PUF. L'art égyptien, 1962. ;
- Toutânkhamon, vie et mort d'un pharaon, 1963. ;
- Flammarion. Peintures des tombeaux et des temples égyptiens, 1962. ;
- Hachette. Vie et mort d'un pharaon, Toutânkhamon, 1963. ;
- Dieux et temples de Dakke en Nubie perdue, Novembre - desembre 1964.
- Réunion des Musées Nationaux. Toutânkhamon et son temps, Petit Palais, Paris, 1967. ;
- Le petit temple d'Abou Simbel (2 vol.), 1968. ;
- Ramsès II le Grand, Juin 1976.
- Gallimard. Le temps des pyramides, 1978. ;
- Gallimard. L'empire des conquérants, 1979. ;
- Gallimard. L'Égypte du crépuscule, 1980. ;
- IFAO. Un siècle de fouilles françaises en Égypte 1880-1980, 1981. ;
- Un siècle de fouilles françaises en Egypte, Juin 1981.
- Museum national d'histoire naturelle. La momie de Ramsès II, 1985. ;
- Palais de la Civilisation Montréal. Le grand Pharaon Ramsès II et son Temps, 1985. ;
- IFAO. Les zélateurs de Mandoulis et les maîtres de Ballana et de Qustul, 1985. ;
- Stock. La femme au temps des pharaons, 1986 i 2001. ;
- La Vallée des Reines retrouvera-t-ell sa splendeur passée?, gener del 1986.
- Le réveil des Temples de Nubie, Avril 1990.
- Stock. La grande Nubiade ou le parcours d'une égyptologue, 1992. ISBN 2-7242-7128-9. ;
- La tombe de Nofrétari, 1993.
- Le zodiaque de pharaon, Juillet-août 1993.
- À propos de la nouvelle tombe de la Vallée des Rois, 1995. ;
- Stock. Amours et fureurs de la lointaine, 1995. ;
- Ramsès II, la jeunesse d'un prince surdoué, desembre 1996.
- Ramsès II, la véritable histoire. ;
- Pygmalion. Toutânkhamon, 1999. ;
- Stock. Le secret des temples de la Nubie, 1999. ;
- Parlons de Ramsès, Mars 1999.
- Pygmalion. La reine mystérieuse, 2002. ISBN 2-7441-5816-6. ;
- Albin Michel. Sous le regard des dieux, 2003. ;
- Desclée de Brouwer. Symboles de l'Égypte, 2004. ;
- Télémaque. Le fabuleux héritage de l'Égypte, 2004. ;
- Télémaque. Le secret des découvertes, 2006..